# Homerun Range
Homerun Range – pasmo górskie w Górach Admiralicji w Ziemi Wiktorii w Antarktydzie Wschodniej.

## Nazwa
Nazwa nawiązuje do Home run Bluff  – nazwy użytej przez południową wyprawę New Zealand Federated Mountain Clubs Antarctic Expedition (1962–1963) dla określenia punktu zwrotnego podczas trawersowania pasma celem dotarcia do miejsca odbioru przez samolot i powrotu do Scott Base .

## Geografia
Homerun Range to pasmo górskie w Górach Admiralicji w Ziemi Wiktorii w Antarktydzie Wschodniej . Leży na wschód od Everett Range przy Ebbe Glacier i Tucker Glacier, rozciągając się z północy na zachód na przestrzeni ok. 45 km . Jego szerokość to 3–11 km .

## Historia
Pasmo zostało zmapowane przez United States Geological Survey (USGS) na podstawie badań terenowych i zdjęć lotniczych w latach 1960–1963 .